# Americas Tower
Americas Tower è un grattacielo di New York che si trova nel quartiere di Midtown Manhattan.

## Descrizione
L'edificio, costruito tra il 1989 e il 1992, è alto 211 m.
La struttura è stata venduta nel 2002 ad un gruppo di investitori tedeschi-americani per 500 milioni di US$.
È il cinquantatreesimo grattacielo più alto di New York
Il grattacielo è totalmente a uso commerciale e al suo interno sono presenti varie aziende e istituti tra cui il Practing Law Institute e il Turing Pharmaceuticals